# Filament galàctic
En cosmologia física els filaments, també anomenats complexos de supercúmuls o grans barreres són estructures llargues i primes com a fils de les galàxies, molt més que les seves seccions transversals. Les muralles són molt més àmplies, però més planes que els filaments. Poden abastar 500 milions de Mpc de longitud. Els filaments romanen units per la gravetat de les galàxies; les parts en les quals un gran nombre de galàxies estan relativament molt a prop, se'n diu supercúmul.
El descobriment de les estructures més grans que els supercúmuls es va iniciar en la dècada de 1980. El 1987, l'astrònom R. Brent Tully del Institut d'Astronomia de la Universitat de Hawaii va identificar el que va anomenar el Complex de supercúmuls Peixos-Balena. El 1989, va ser descoberta la Gran Barrera CfA2, seguit per la Gran Barrera Sloan el 2003.
El 2006, els científics van anunciar el descobriment de tres filaments alineats que formaven l'estructura més gran coneguda per la humanitat, compost de galàxies denses i taques enormes de gasos coneguts com les taques Lyman alfa.

## Exemples

### Filaments
| Filament                  | Data | Distància | Notes |
| ------------------------- | ---- | --------- | --- |
| Filament de Coma          |      |           | Forma part de la Gran muralla de Coma. El Supercúmul de Coma forma part d'aquest filament.                                                                                        |
| Filament de Perseu–Pegàs  | 1985 |           | Connectat al Complex de supercúmuls Peixos-Balena. El supercúmul Perseu-Peixos és membre del filament.                                                                            |
| Filament de l'Ossa Major  |      |           | Connectat al CfA Homunculus, una porció d'aquest filament forma una part de la una regió d'Homúncul.                                                                              |
| Filament Linx–Ossa Major  | 1999 |           | Connecat amb el Supercúmul Linx–Ossa Major |
| Filament CLG J2143-4423 A | 2004 | z=2,38    | Filament al voltant d'un protocúmul. Un filament el llarg de la Gran muralla de Coma. A partir del 2008, encara era l'estructura més gran més enllà del corriment cap al vermell. |

### Barreres o Muralles
| Muralla                              | Data | Distància | Notes |
| ------------------------------------ | ---- | --------- | --- |
| Complex de supercúmuls Peixos-Balena | 1987 |           | També anomenada Barrera Local, es pot considerar també com un filament. Va ser una de les primeres estructures veritablement enormes que es troben en un nivell per sobre dels supercúmuls. Es tracta d'un filament de galàxies que inclou el supercúmul de la Verge, al qual pertany la nostra galàxia, la Via Làctia. Es tracta de més de 300 x 50 Mpc (al voltant d'1 bilió x 150 milions d'anys llum). |
| Gran muralla de Coma                 | 1989 | z=0.03058 | Enorme estructura al llarg de 185 Mpc, 80 Mpc d'ample i 5 Mpc de gruix (uns 600x260x15 milions d'anys llum). Es podria estendre molt més, però el gas i pols a la zona central de la Via Làctica enfosqueix el que es pot veure. Aquesta va ser la primera super-gran estructura a gran escala en l'univers a ser descoberta. També és la segona més gran. El CfA Homunculus està en el cor de la Gran Barrera, i el Supercúmul de Coma forma la major part de l'estructura de l'homúncul. El Cúmul de Coma està al centre. |
| Gran Barrera Sloan                   | 2005 | z=0.07804 | Aquesta és l'estructura més gran coneguda en l'univers descoberta fins ara. Es tracta al voltant de 420 Mpc (1,4 milions d'anys llum) de llarg, i al voltant de 300 Mpc de distància, encara que les estimacions varien. Algunes parts no estan unides gravitacionalment entre si, per la qual cosa d'alguna manera, realment no hauríem de considerar-ho com una estructura única i cohesionada. No obstant això, és impressionant.                                                                                        |
| Barrera de l'Escultor                |      |           | El Mur de l'Escultor és "paral·lel" al Mur de Fornax i "perpendicular" al Mur de Grus. |
| Barrera de la Grua                   |      |           | La Barrera de la Grua és "perpendicular" a la barrera del Forn i a la barrera de l'Escultor. |
| Barrera del Forn                     |      |           | El cúmul del Forn estén a aquest mur galàctic. El Mur de Fornax és "paral·lel" al Mur de l'Escultor i "perpendicular" a la Barrera de la Grua. |
| Barrera del Pol Sud                  |      |           | La Barrera de Pol Sud (SPW de l'anglés The South Pole Wall) és una estructura còsmica massiva formada per una paret gegant de galàxies, un filament galàctic, que s'estén per almenys 1.37 mil milions d'anys llum a l'espai i s'hi situada aproximadament a mig milió de milions d'anys llum. |
| Gran Muralla BOSS                    |      |           | La Gran Muralla BOSS és un complex de superclúmuls que es va identificar, a principis del 2016, utilitzant el Baryon Oscillation Spectroscopic Survey (BOSS) de l'Sloan Digital Sky Survey (SDSS), |

### Filaments i muralles conjecturades

#### Muralla del Centaure
Conjectural, però podria contenir part de la muralla de Fornax i el Supercúmul de Centaure. També hi ha un suggeriment que el Supercúmul de Centaure i el supercúmul Local o supercúmul de la Verge, podria ser part d'aquesta barrera, amb la que es denominaria la Barrera Local o Gran Barrera Local.

#### Gran Atractor, o Emmurallat de Norma
Un altre objecte suggerit per representar el Gran Atractor. Aquest inclouria el Cúmul de Norma.

#### Altres
- S'ha proposat l'existència d'una altra barrera l'any 2000, en una posició de z=1,47 a la rodalia de la galàxia de ràdio 0003 B3 387.[20]
- L'any 2000 es va proposar una muralla en la posició z=0,559 al nord del Camp ultra profund del Hubble (HDF del Nord).[21][22]

## Formació dels filaments i barreres de galàxies
El Model Estàndard no pot adonar d'aquestes grans estructures. Es creu que la matèria fosca dicta l'estructura de l'Univers en la més gran de les escales. La matèria fosca atreu gravitacionalment la matèria bariònica, i és en aquesta matèria normal en la qual els astrònoms veuen la formació de filaments llargs i prims, i les parets de súper-raïms galàctics.

## Mapa de les Muralles de galàxies properes

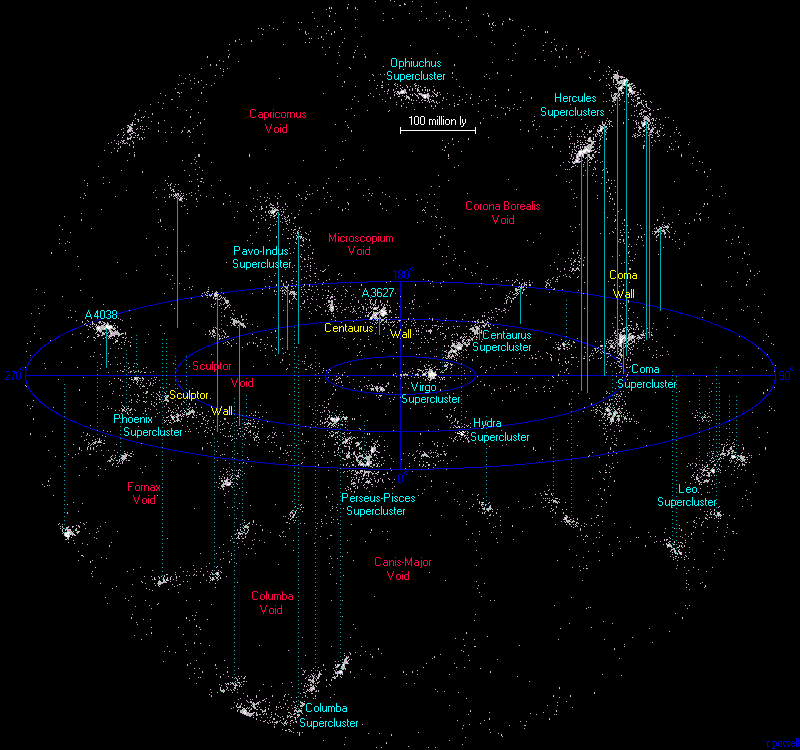
L'Univers a menys de 500 milions d'anys llum, que mostra les parets de galàxies més properes

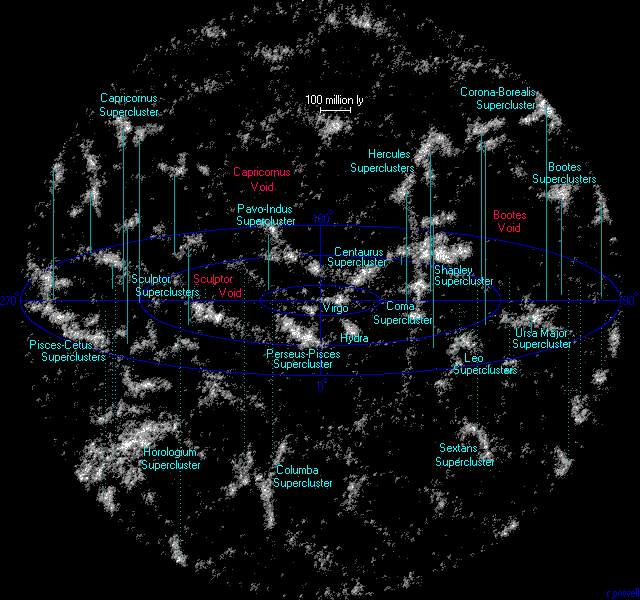
L'univers dins d'una radi de mil milions d'anys llum (307 Mpc) de la Terra, mostrant el supercúmul local i la formació de filaments i buits.
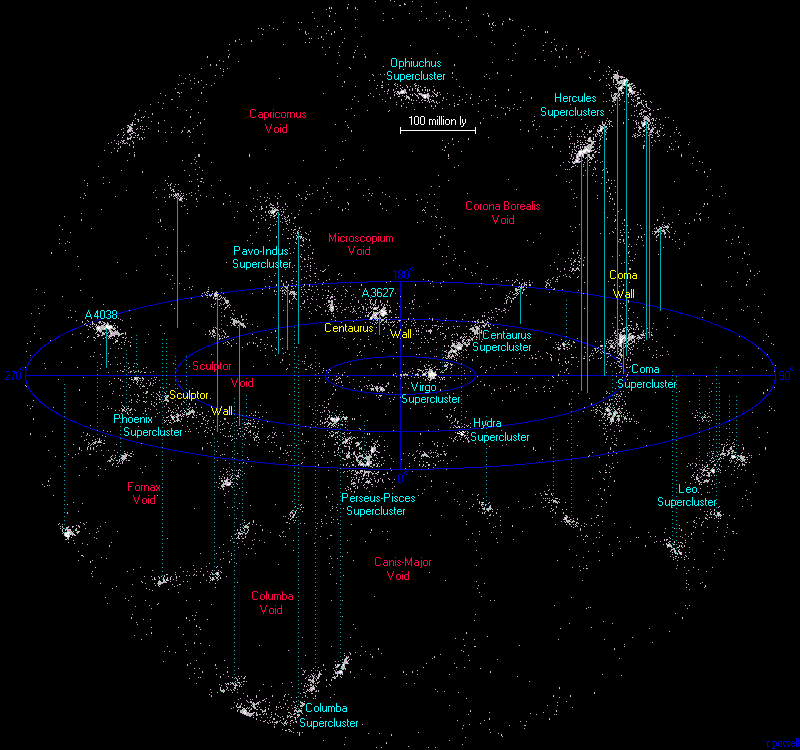
Mapa de les parets més properes, buits i supercúmuls.
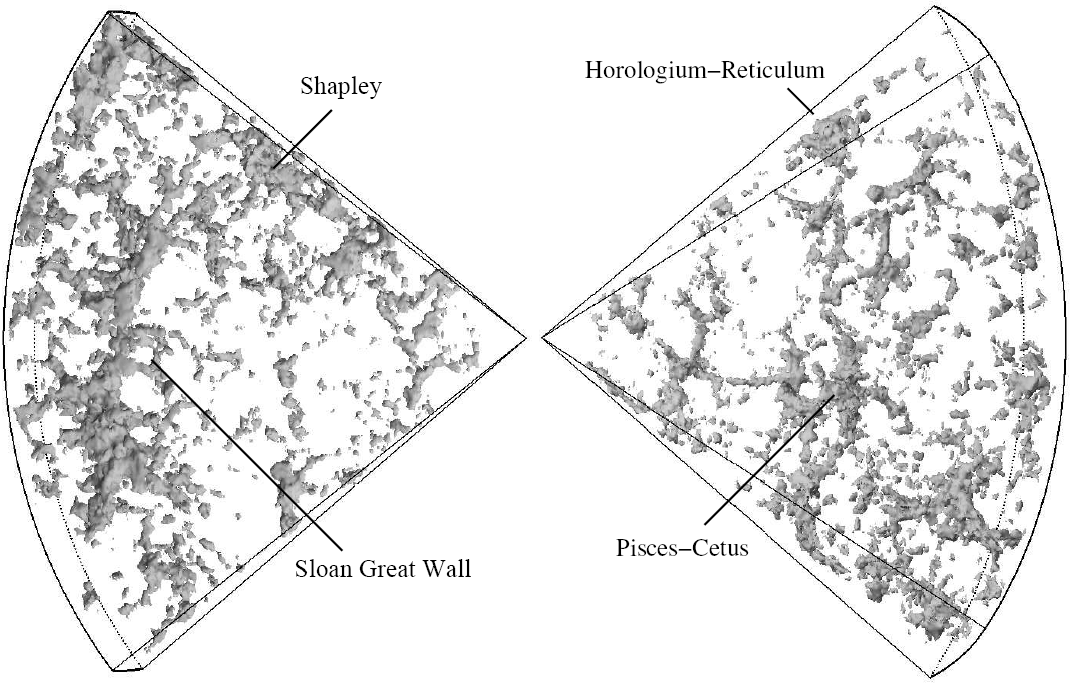
Mapa 2dF survey, contenint la Gran Muralla SDSS
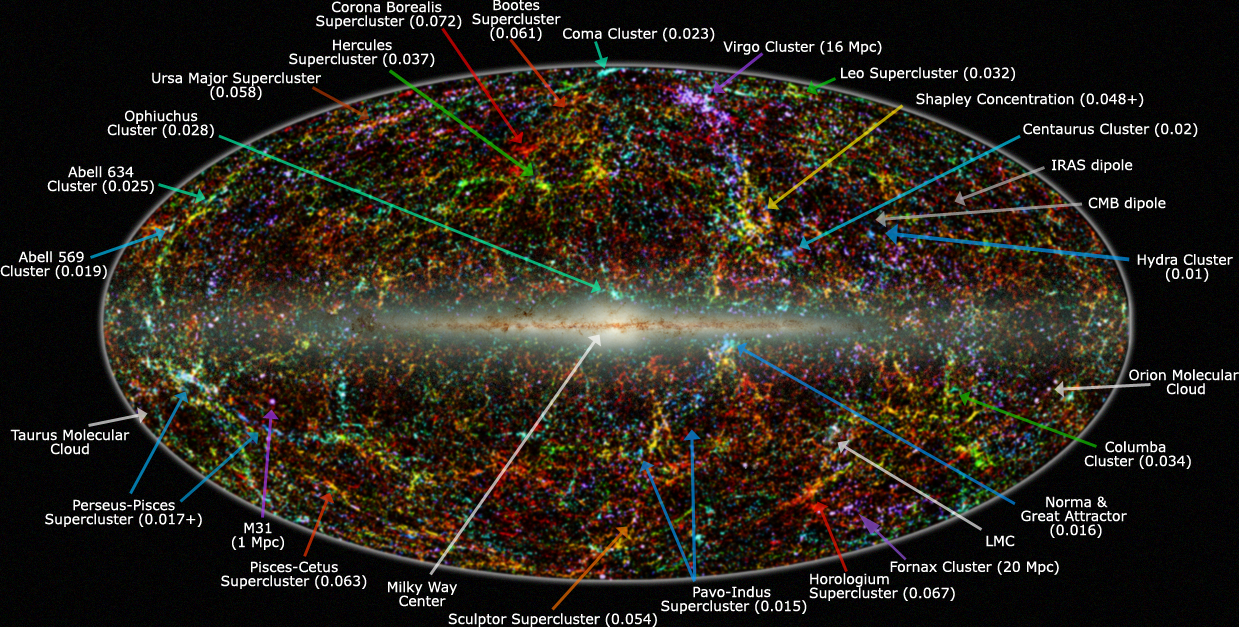
Mapa d'infrarojos de 2MASS

## Grups de grans Quàsars (LQG)
Els grans grups quasars (LQG) són algunes de les estructures més grans conegudes. Es teoritza que són protohipercúmuls / complexos proto-supercúmul / precursors de filaments de galàxies.
| LQG                                 | Data | Distància mitjana | Grandària                                                  | Notes |
| ----------------------------------- | ---- | ----------------- | ---------------------------------------------------------- | --- |
| Clowes–Campusano LQG (U1.28, CCLQG) | 1991 | z=1.28            | - màxima dimensió: 630 Mpc                                 | Va ser l'estructura més gran coneguda de l'univers des del 1991 fins al 2011, fins al descobriment d'U1.11.                                 |
| U1.11                               | 2011 | z=1.11            | - màxima dimensió: 780 Mpc                                 | Va ser l'estructura més gran coneguda de l’univers durant uns mesos, fins al descobriment de Huge-LQG.                                      |
| Huge-LQG                            | 2012 | z=1.27            | - characteristic size: 500 Mpc - màxima dimensió: 1240 Mpc | Era l'estructura més gran coneguda a l’univers, fins al descobriment de la Gran Barrera d'Hèrcules-Corona Boreal descoberta un any després. |

## Complex de Supercúmuls
| Nom                                  | Data | Distància mitjana | Grandària                                                                 | Notes                                           |
| ------------------------------------ | ---- | ----------------- | ------------------------------------------------------------------------- | ----------------------------------------------- |
| Complex de supercúmuls Peixos-Balena | 1987 |                   | 1.000 milions d'anys llum d'amplària, 150 milions d'anys llum de fondària | Conté el Supercúmul de la Verge i el Grup Local |